# Strange Days (canción)
«Strange Days» es una canción del grupo de rock ácido The Doors, publicada en 1967 como la primera pista del álbum homónimo. Según Allmusic, en esta canción Jim Morrison se pregunta acerca de la cultura hippie y cómo son percibidos por la sociedad común. Morrison se inspiró en una visita a la ciudad de Nueva York para escribir esta canción y otras canciones del álbum.
El libro biográfico No One Here Gets Out Alive, dice que en "Strange Days" se encuentra la grabación de Ray Manzarek como "uno de los ejemplos más tempranos del sintetizador Moog en el rock". El sintetizador se enganchó con la ayuda de Paul Beaver y fue tocado por el vocalista Jim Morrison. Resulta de igual forma bastante notable la distorsión atmosférica lograda en la voz de Morrison, utilizando ese método, así como la colaboración del bajo de Douglas Lubahn.
Se grabaron dos vídeos musicales para la canción. El primero presenta a los actores circenses que aparecen en la portada del disco caminando por la ciudad de Nueva York, El final de este vídeo está considerado por muchos como muy violento. El segundo presenta los mismos actores circenses de la cubierta del disco en la ciudad de Nueva York, presenta imágenes de la banda en el escenario y detrás de él, así como a Morrison conduciendo un coche que se hunde en un túnel en la arena, y otros cambios como efectos distorsionados en algunas escenas, donde una sensación más acorde a la canción.
- Datos: Q6977798